# میوکی تاکاهاشی (بازیکن فوتبال)
میوکی تاکاهاشی (ژاپنی: 高橋美夕紀؛ زادهٔ ۷ اکتبر ۱۹۹۳) بازیکن فوتبال اهل ژاپن است.